# La tierra del mariachi
La tierra del mariachi (übersetzt: „Das Land der Mariachi“) ist ein mexikanischer Film aus dem Jahr 1938. Regie für diesen Film, der dem Genre der Ranchera zuzuordnen ist, führte Raúl de Anda, der auch das Drehbuch verfasst hatte.
Der Film handelt von dem jungen Mann Jorge Vargas, der seine Verlobte Isabel in Mexiko zurücklässt, als er in die USA immigriert. Er schreibt ihr Briefe, die jedoch von dem Bösewicht Juan abgefangen werden, der um sie wirbt. Aufgrund dessen denkt Isabel, dass ihr Verlobter sie vergessen hat. Beinahe gibt sie dem Werben Juans nach, als Jorge zurückkehrt. Es gelingt ihm, die schmutzigen Tricks seines Rivalen zu offenbaren und gewinnt so die Liebe seiner Verlobten zurück.
La tierra del mariachi war das Regiedebüt von Raúl de Anda. Er produzierte ihn zudem mit seiner eigenen Firma Prods. Raúl de Ana. Premiere hatte der Film am 20. Juli 1938. Der Film wurde auch in den USA ausgewertet, wo die Premiere am 2. Dezember 1938 stattfand. Die Auswertung auf dem amerikanischen Markt erfolgte durch Cinexport Distributing in spanischer Sprache.